# Martti Anhava
Martti Anhava (né le 17 juin 1955 à Helsinki) est un traducteur et écrivain finlandais.

## Biographie
Ses parents Tuomas Anhava et Helena Anhava sont tous deux poètes,.
Martti  Anhava passe son baccalauréat en 1973 et fait des voyages d'étude en URSS durant les années 1974–1979.
De 1974 à 2008, il travaille aux éditions Otava.
Anhava traduit en finnois des œuvres de Anton Tchekhov, Fiodor Dostoïevski , Léon Tolstoï, Blaise Pascal et de  Marcel Proust entre autres.
Il écrit principalement des essais. 
Il a écrit également la biographie de Arto Melleri,.

## Œuvres
- (fi) Professori, piispa ja tyhjyys, Helsinki, Otava, 1989 (ISBN 951-1-10973-1)
- (fi) Melkein oikein, Helsinki, Otava, 1999 (ISBN 951-1-15731-0)
- (fi) Totta puhuen, Helsinki, Otava, 2004 (ISBN 951-1-19327-9)
- (fi) Romua rakkauden valtatiellä – Arto Mellerin elämä, Helsinki, Otava, 2011 (ISBN 978-951-1-23700-6)
- (fi) Ajoissa lopettamisen taito, Helsingissä, Otava, 2013 (ISBN 978-951-1-26929-8)

## Prix
- Prix du concours national de traduction 1983[1],
- Prix Eino Leino 2012[7].
- Prix national de littérature